# Circuito fechado de televisão

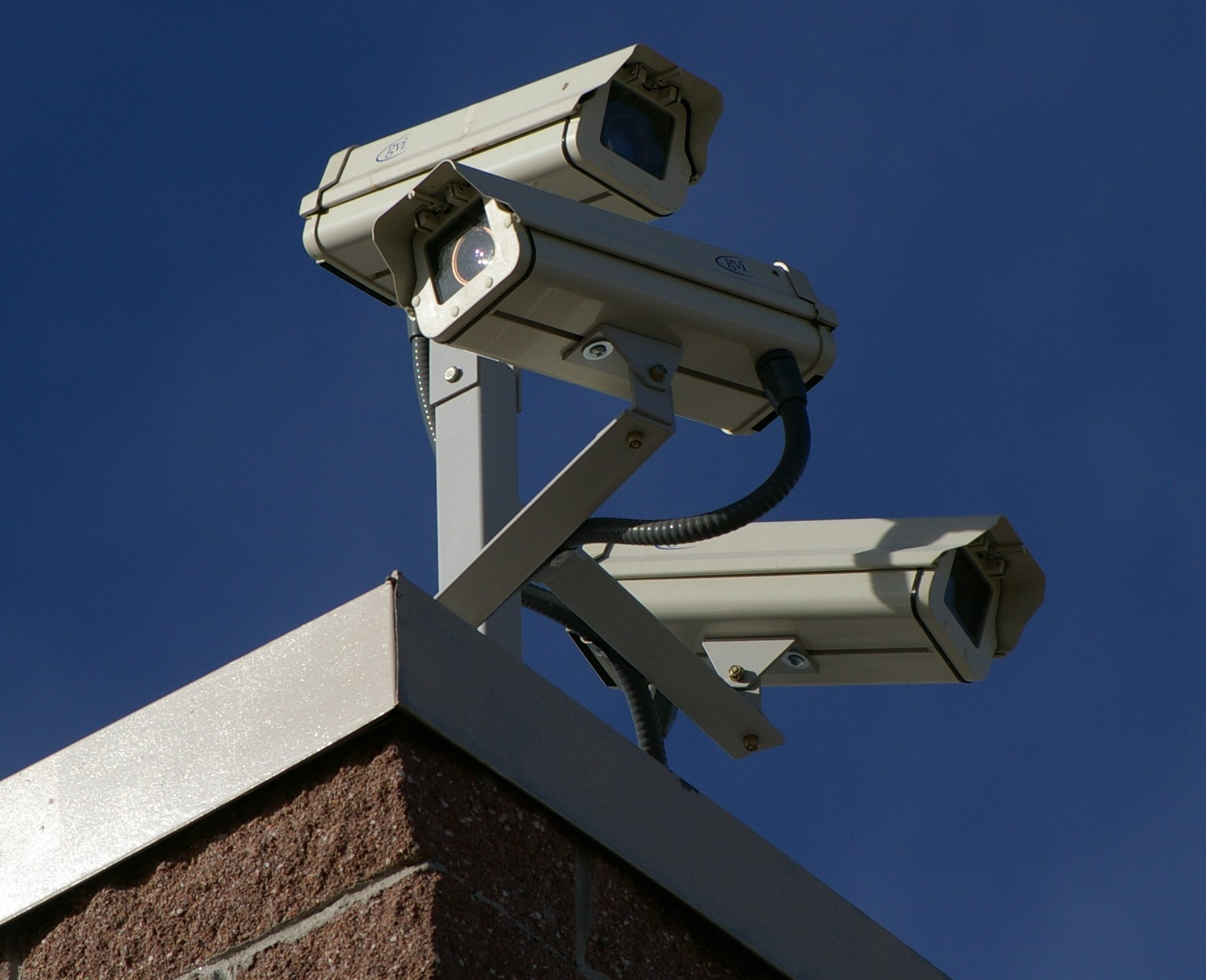
Câmeras de vigilância na esquina de um prédio.

Circuito fechado de televisão (CFTV) ou circuito interno de televisão (em inglês: closed-circuit television, CCTV) é um sistema de televisão que distribui sinais provenientes de câmeras localizadas em locais específicos, para um ou mais pontos de visualização.

## Funcionamento
O sistema do circuito interno é na sua versão mais simples constituído por câmera(s), meio de transmissão e monitor. Inicialmente sendo um sistema analógico, o CFTV transmitia as imagens das câmeras por meio de cabo coaxial para monitores CRT (analógicos). Esta transmissão era e é apenas destinada a algumas pessoas, pelo que se trata de um sistema fechado. O facto de ser um sistema fechado e a captura e transmissão das imagens ser de acordo com os conceitos e formatos da televisão analógica conduziu à sigla "CFTV".

## Evolução

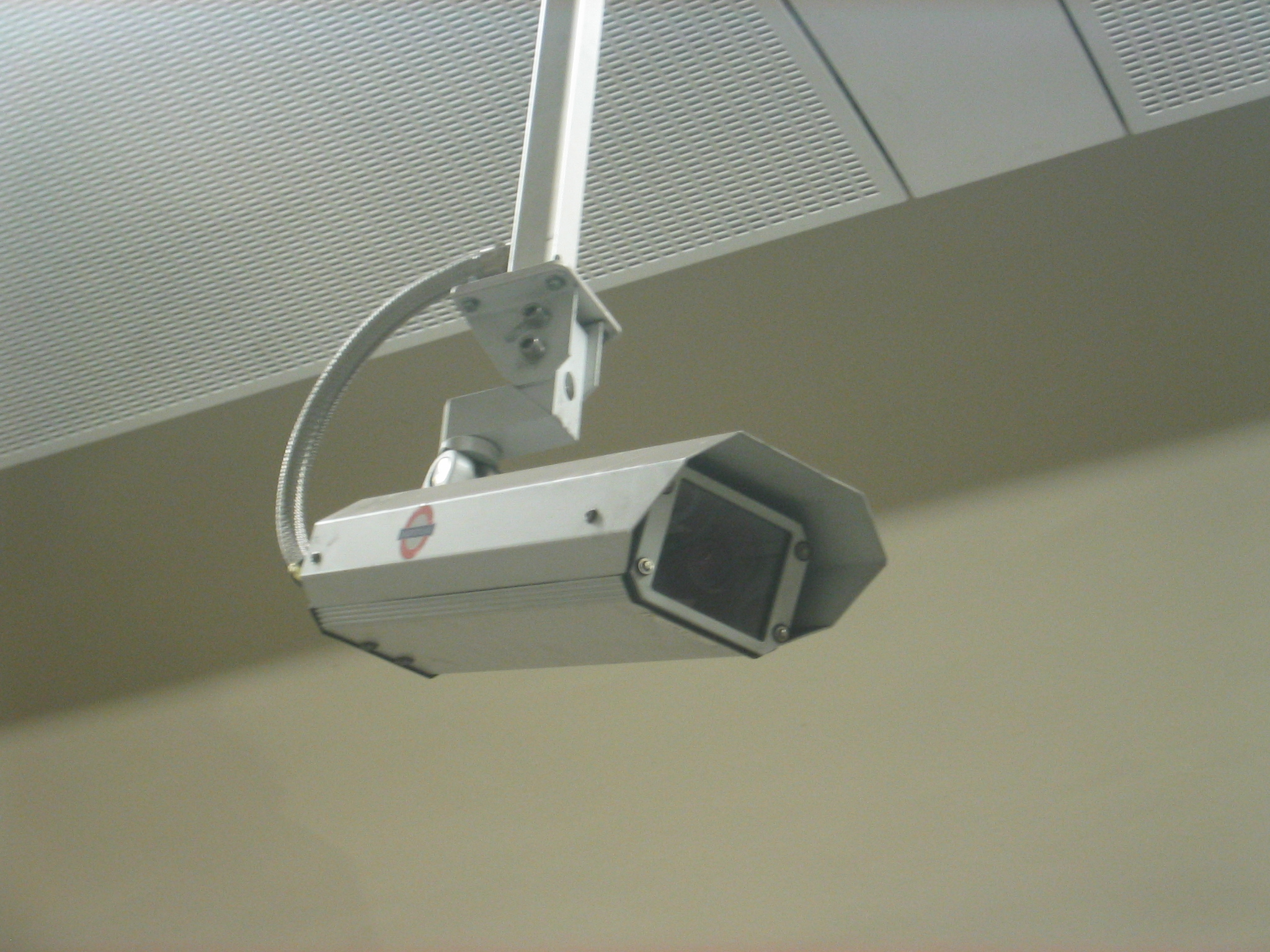
Câmera de vigilância para monitoramento.

Os circuitos internos encontram-se em estado de periódica evolução, em ambos termos de tecnologias materiais e digitais. Em termos tecnológicos, é hoje possível ter o sistema todo em formato digital, usufruindo de riscos e mais-valias da era digital. Em termos aplicacionais, o circuito interno de televisão já não é apenas um sistema simples de monitorização de segurança, tendo evoluído para áreas como o reconhecimento facial, reconhecimento de matrículas, vigilância rodoviária, etc.
O sistema de circuitos internos não é aplicado somente com propósitos de segurança e vigilância. Também é utilizado em outras áreas como laboratórios de pesquisa, em escolas, empresas privadas, na área médica, pesquisa e monitoramento de fauna e flora, monitoramento de relevo, condições climáticas e controle de processos, assim como nas linhas de produção de fábricas. Algumas destas áreas não utilizam a designação "CFTV".